# Alec Deneumostier
Alec Hugo Deneumostier Ortmann, noto semplicemente come Alec Deneumostier (Lima, 5 maggio 1999), è un calciatore peruviano, difensore del Melgar.

## Caratteristiche tecniche
È un difensore centrale.

## Carriera

### Club
Cresciuto nel settore giovanile del Melgar, ha esordito in prima squadra il 31 maggio 2018 in occasione dell'incontro del campionato peruviano vinto 2-0 contro lo Sport Huancayo.

### Nazionale
Nel 2019 con la nazionale Under-20 peruviana ha preso parte al campionato sudamericano di categoria, senza però giocare alcun incontro.

## Statistiche
Statistiche aggiornate al 10 novembre 2020.

### Presenze e reti nei club
| Stagione        | Squadra         | Campionato      | Campionato | Campionato | Coppe nazionali | Coppe nazionali | Coppe nazionali | Coppe continentali | Coppe continentali | Coppe continentali | Altre coppe | Altre coppe | Altre coppe | Totale | Totale | Totale |
| Stagione        | Squadra         | Comp            | Pres       | Reti       | Comp            | Pres            | Reti            | Comp               | Pres               | Reti               | Comp        | Pres        | Reti        | Pres   | Reti   |        |
| --------------- | --------------- | --------------- | ---------- | ---------- | --------------- | --------------- | --------------- | ------------------ | ------------------ | ------------------ | ----------- | ----------- | ----------- | ------ | ------ | ------ |
| 2018            | Melgar          | PD              | 8          | 0          |                 | -               | -               |                    | -                  | -                  |             | -           | -           | 8      | 0      |        |
| 2019            | Melgar          | PD              | 5          | 0          |                 | -               | -               | CL                 | 0                  | 0                  |             | -           | -           | 5      | 0      |        |
| 2020            | Melgar          | PD              | 12         | 0          |                 | -               | -               | CL                 | 2                  | 0                  |             | -           | -           | 14     | 0      |        |
| Totale carriera | Totale carriera | Totale carriera | 25         | 0          |                 | -               | -               |                    | 2                  | 0                  |             | -           | -           | 27     | 0      |        |